# Houhai
Houhai (kinesiska: 后海) är en sjö i Kina. Den ligger i storstadsområdet Peking, i den nordöstra delen av landet. Runt Houhai är det i huvudsak tätbebyggt.
Genomsnittlig årsnederbörd är 694 millimeter. Den regnigaste månaden är juli, med i genomsnitt 226 mm nederbörd, och den torraste är januari, med 2 mm nederbörd.